# Lebanon (Maine)
Lebanon ist eine Town im York County im US-Bundesstaat Maine. Im Jahr 2020 lebten dort 6469 Einwohner in 2735 Haushalten auf einer Fläche von 144,5 km².

## Geographie
Nach dem United States Census Bureau hat Lebanon eine Gesamtfläche von 144,5 km², von der 141,7 km² Land sind und 2,8 km² aus Gewässern bestehen.

### Geographische Lage
Lebanon liegt im Südwesten des York Countys und grenzt an New Hampshire. Große Flüsse, die die Town durchziehen, sind der Salmon Falls River und der Little River. Der Salmon Falls River bildet mit einigen Seen, wie der Spaulding Pond und der Milton Pond die Grenze zu New Hampshire. Das Gebiet ist vorrangig landwirtschaftlich geprägt und eher eben, ohne größere Erhebungen.

### Nachbargemeinden
Alle Entfernungen sind als Luftlinien zwischen den offiziellen Koordinaten der Orte aus der Volkszählung 2010 angegeben.
- Norden: Acton, 15,4 km
- Osten: Sanford, 12,8 km
- Südosten: North Berwick, 12,1 km
- Süden: Berwick, 12,6 km
- Südwesten: Rochester, Strafford County, New Hampshire, 12,4 km
- Westen: Milton, Strafford County, New Hampshire, 10,1 km

### Stadtgliederung
In Lebanon gibt mehrere Siedlungsgebiete: Blaisdell Corners, Center Lebanon, East Lebanon, Fernald Shore, Lebanon, North Lebanon, Peaveyville, South Lebanon und West Lebanon.

### Klima
Die mittlere Durchschnittstemperatur in Lebanon liegt zwischen −6,1 °C (21 °F) im Januar und 20,6 °C (69 °F) im Juli. Damit ist der Ort gegenüber dem langjährigen Mittel der USA um etwa 9 Grad kühler. Die Schneefälle zwischen Oktober und Mai liegen mit bis zu zweieinhalb Metern mehr als doppelt so hoch wie die mittlere Schneehöhe in den USA; die tägliche Sonnenscheindauer liegt am unteren Rand des Wertespektrums der USA.

## Geschichte
Die Fläche war 1733 von Massachusetts unter dem Namen Towwhow Plantation (nach dem indianischen Namen für dieses Gebiet) an Siedler verkauft und einige Jahre später von ihnen unter den Pflug genommen worden. Zur Town, also einer verwaltungstechnisch selbständigen Einheit mit Abgeordnetensitz im Senat von Maine, wurde die Gemeinde unter dem heutigen Namen Lebanon am 25. Juni 1767 erklärt. Bekannt war die Town auch unter der Bezeichnung „New Township at the Head of the Berwick“.
Im Jahr 1785 wurde ein Gebiet, welches zunächst Woodman`s Grant, später Fox Ridge genannt wurde, hinzugenommen, und im Jahr 1793 wurde das Gebiet an Shapleigh, heute Acton, abgegeben. Ein Teil von Sanford wurde 1787 hinzugenommen und ein Teil von Shapleigh im Jahr 1825.
1871 erreichte die Portland and Rochester Railroad mit der Bahnstrecke Portland–Rochester den Ort und errichtete dort die Station East Lebanon (heute: Eastwood). Die Abwanderung von Einwohnern – zwischen 1830 und 1870 sank die Zahl der Bewohner um 18 % von 2391 auf 1953 – konnte die Bahnstrecke nicht aufhalten, im Gegenteil: bis 1930 sank die Bewohnerzahl auf 1148 ab. Von diesem historischen Tiefpunkt ausgehend hat sich die Bewohnerzahl seither aber mehr als verfünffacht. Insbesondere die Entdeckung des Ortes als Naherholungsgebiet für die Bewohner der großen Ballungszentren an der Ostküste mit der gleichzeitigen Zunahme der Mobilität durch die ständig weitere Verbreitung des Autos ist für diese Entwicklung verantwortlich.

### Einwohnerentwicklung
| Volkszählungsergebnisse – Town of Lebanon, Maine | Volkszählungsergebnisse – Town of Lebanon, Maine | Volkszählungsergebnisse – Town of Lebanon, Maine | Volkszählungsergebnisse – Town of Lebanon, Maine | Volkszählungsergebnisse – Town of Lebanon, Maine | Volkszählungsergebnisse – Town of Lebanon, Maine | Volkszählungsergebnisse – Town of Lebanon, Maine | Volkszählungsergebnisse – Town of Lebanon, Maine | Volkszählungsergebnisse – Town of Lebanon, Maine | Volkszählungsergebnisse – Town of Lebanon, Maine | Volkszählungsergebnisse – Town of Lebanon, Maine |
| Jahr                                             | 1700                                             | 1710                                             | 1720                                             | 1730                                             | 1740                                             | 1750                                             | 1760                                             | 1770                                             | 1780                                             | 1790                                             |
| ------------------------------------------------ | ------------------------------------------------ | ------------------------------------------------ | ------------------------------------------------ | ------------------------------------------------ | ------------------------------------------------ | ------------------------------------------------ | ------------------------------------------------ | ------------------------------------------------ | ------------------------------------------------ | ------------------------------------------------ |
| Einwohner                                        |                                                  |                                                  |                                                  |                                                  |                                                  |                                                  |                                                  |                                                  |                                                  | 1296                                             |
| Jahr                                             | 1800                                             | 1810                                             | 1820                                             | 1830                                             | 1840                                             | 1850                                             | 1860                                             | 1870                                             | 1880                                             | 1890                                             |
| Einwohner                                        | 1657                                             | 1938                                             | 2223                                             | 2391                                             | 2273                                             | 2208                                             | 2040                                             | 1953                                             | 1601                                             | 1263                                             |
| Jahr                                             | 1900                                             | 1910                                             | 1920                                             | 1930                                             | 1940                                             | 1950                                             | 1960                                             | 1970                                             | 1980                                             | 1990                                             |
| Einwohner                                        | 1335                                             | 1316                                             | 1192                                             | 1148                                             | 1452                                             | 1499                                             | 1534                                             | 1983                                             | 3234                                             | 4263                                             |
| Jahr                                             | 2000                                             | 2010                                             | 2020                                             | 2030                                             | 2040                                             | 2050                                             | 2060                                             | 2070                                             | 2080                                             | 2090                                             |
| Einwohner                                        | 5083                                             | 6031                                             | 6469                                             |                                                  |                                                  |                                                  |                                                  |                                                  |                                                  |                                                  |

## Kultur und Sehenswürdigkeiten

### Bauwerke
In Lebanon wurden mehrere Bauwerke unter Denkmalschutz gestellt und ins National Register of Historic Places aufgenommen.
- Old Grist Mill, 1975 unter der Register-Nr. 75000118.[9]
- Grist Mill Bridge, 1990 unter der Register-Nr. 90001905.[10]

## Wirtschaft und Infrastruktur

### Verkehr
Der U.S. Highway 202 verläuft in westöstlicher Richtung durch Lebanon und verbindet es mit Sanford und Rochester.

### Öffentliche Einrichtungen
In Lebanon gibt es keine medizinischen Einrichtungen. Die nächstgelegenen befinden sich in Rochester und Sanford.
In Lebanon befindet sich die Martha Sawyer Community Library an der Upper Guinea Road.

### Bildung
Lebanon gehört mit North Berwick und Berwick zum Schulbezirk MASD 60.
Im Schulbezirk werden folgende Schulen angeboten:
- Lebanon & Hanson Elementary Schools in Lebanon mit Schulklassen von Kindergarten bis zum 5. Schuljahr
- North Berwick Elementary School in North Berwick mit Schulklassen von Kindergarten bis zum 5. Schuljahr
- Vivian E. Hussey School in Berwick mit Schulklassen von Kindergarten bis zum 3. Schuljahr
- Eric L. Knowlton School in Berwick mit Schulklassen vom 4. bis 5. Schuljahr
- Noble Middle School in Berwick mit Schulklassen vom 6. bis 7. Schuljahr
- Noble High School in North Berwick mit Schulklassen vom 8. bis 12. Schuljahr
- Mary Hurd Academy in North Berwick mit Schulklassen vom 6. bis 12. Schuljahr eine alternative Schule mit den Schwerpunkten Kernakademik, erfahrungsorientierte Lernmöglichkeiten und positive Verhaltensunterstützung

## Persönlichkeiten

### Söhne und Töchter der Stadt
- Charles Coffin Jewett (1816–1868), Bibliothekar
- Charles E. Littlefield (1851–1915), Politiker und Abgeordneter im US-Repräsentantenhaus